# Neil Ruddock
Neil Ruddock (Wandsworth, 9 mei 1968) is een Engels voormalig profvoetballer die bij voorkeur centraal in de verdediging speelde. Hij was actief met Tottenham Hotspur, Liverpool en West Ham United in de Premier League. Hij stond bekend als een harde verdediger. Daarvan is zijn bijnaam Razor (Het scheermes) afgeleid.

## Clubcarrière

### Millwall, Tottenham en Southampton
Ruddock, een ouderwetse no-nonsens verdediger, begon zijn profcarrière in 1985 bij Millwall, waar hij de jeugdopleiding doorliep.
Nadat hij niet doorbrak bij Tottenham Hotspur en Millwall, verhuisde Ruddock in 1989 naar Southampton. Southampton betaalde £ 200.000 ,- voor hem aan Millwall. Ruddock werd een vaste waarde en speelde 107 competitiewedstrijden voor The Saints. Met een nieuwe status keerde de verdediger in 1992 terug naar Tottenham Hotspur, waarvoor hij dan 38 wedstrijden zou spelen in de prille Premier League.

### Liverpool
In juli 1993 verkaste Neil Ruddock naar Liverpool en werd er met Robbie Fowler, Steve McManaman, Stan Collymore, Jamie Redknapp en Jason McAteer onafscheidelijk als de "Spice Boys" door een losbandige levensstijl, waarbij de sport op de achtergrond kwam te staan. De club stond onder leiding van manager Roy Evans. Ruddock won de League Cup met Liverpool in 1995, na winst in de finale tegen Bolton Wanderers (2–1). Steve McManaman scoorde beide Liverpool-doelpunten. Nadat de Fransman Gérard Houllier werd aangesteld als nieuwe hoofdcoach (tot november 1998 mét Roy Evans), mocht Ruddock andere oorden opzoeken.

### West Ham United
Ruddock werd in 1998 door Liverpool verhuurd aan Queens Park Rangers en kwam vervolgens twee seizoenen uit voor West Ham United. Met West Ham was Ruddock van 1998 tot 2000 actief in de Premier League. West Ham betaalde £ 400.000 ,- aan Liverpool. Hij speelde 42 wedstrijden voor West Ham United in de hoogste afdeling.

### Crystal Palace
In 2000 verruilde hij West Ham United voor tweedeklasser Crystal Palace, maar na slechts een seizoen en 20 gespeelde competitiewedstrijden verliet hij Palace transfervrij.

### Swindon Town
Ruddock tekende een contract bij Swindon Town, waarvoor hij speelde tot 2003. Dat jaar beëindigde een 35-jarige Ruddock zijn loopbaan.

## Interlandcarrière
Ruddock verzamelde zijn enige (vriendschappelijke) cap voor het Engels voetbalelftal onder bondscoach Terry Venables, tegen Nigeria op 16 november 1994.

## Reputatie
Neil Ruddock was berucht om een harde speelstijl, met veel gele en af en toe rode kaarten tot gevolg. Hij droeg ook een karakteristieke ringbaard. Zijn bijnaam was daarom letterlijk en figuurlijk "Razor" ("Het Scheermes"), zoals de voormalige Spaanse verdediger José Antonio Camacho. Hij was daarnaast geen onbesproken figuur naast het veld. Hij verscheen regelmatig op een negatieve manier in de Engelse tabloids, met bijvoorbeeld echtelijke ruzies door alcoholisme en een scheve schaats, dronken rijden en het veroorzaken van een ongeval met zijn Porsche.
Ruddock kreeg gedurende zijn loopbaan 49 gele en vier rode kaarten te zien. Ook bij West Ham viel zijn harde speelstijl op als "vervanger" (weerom letterlijk te nemen) van de geblesseerde aanvoerder Julian Dicks (die qua speelstijl bikkelhard was). Een spuwincident met Arsenal-middenvelder Patrick Vieira leidde tot een schorsing van zes wedstrijden voor Vieira.
Ruddock kampte na zijn carrière met overgewicht en kreeg daarvoor een dieet voorgeschoteld.

## Erelijst
| Competitie |           |           |
| Competitie | Aantal    | Jaren     |
| Liverpool  | Liverpool | Liverpool |
| ---------- | --------- | --------- |
| League Cup | 1×        | 1994/95   |

## Trivia
Ruddock nam in 2019 deel aan het kookprogramma MasterChef UK en schopte het tot in de finale.